# M'Semrir
M'Semrir  ou Msemrir (em árabe: امسمرير) é uma cidade do sul de Marrocos, que faz parte da província de Tinghir e da região de Sous-Massa-Drâa. Em 2004 tinha 8 107 habitantes.
Situada no Alto Atlas, na parte superior do pitoresco vale do Dadés, a pouco menos de 2 000 m de altitude, M'Semrir é uma aldeia berbere que é um ponto de encontro dos nómadas da região e cuja principal atividade económica é a criação de gado caprinos e ovinos.
O soco (mercado) semanal realiza-se aos sábados e, pela sua grande animação, constitui a principal atração turística da aldeia segundo alguns guias.
Em 2008, M'Semrir foi notícia a nível nacional e internacional devido aos protestos populares ocorridos na cidade próxima de Boumalne Dadès, na sequência de várias aldeias nos arredores de M'Semrir terem ficado vários dias isoladas devido à neve em dezembro de 2007 e ao não reconhecimento da identidade amazigue (berbere). Os protestos degeneraram em confrontos com a polícia e deram origem a 42 prisões, que no caso de 10 estudantes liceais resultaram em condenações de vários meses de prisão.